# 蘇周艷屏
蘇周艷屏，BBS，JP（1927年10月22日—2018年1月26日），原新洲印刷創辦人，生前已退出。1985年獲委任為南區區議員。1988年香港立法局選舉中當選為港島西議員。1988年獲委任為太平紳士。2001年獲頒發銅紫荊星章。

## 生平
蘇周艷屏曾在不同印刷及造紙業界公司工作超過30年，並曾擔任部分該等公司的常務董事。她亦為香港印刷業商會監事會的副監事長、南區工業家聯會會長及香港各界婦女聯合協進會的榮譽會長。
蘇周艷屏因眼見當時的印刷廠質素參差，因而於1964年創立新洲印刷，漸漸發展成其中一間大型印刷公司，更於1993年在香港交易所掛牌上市。
其後，她的印刷廠房由銅鑼灣遷到南區，因而於1985年被委任為區議員。1988年立法局選舉，她從港島西選舉團中參選。她原意只是在其餘兩個候選人陳若瑟及廖烈科之間「陪跑」，但不料陳若瑟在首輪投票中落敗，而其支持者改投給她，結果她意外地勝出這次選舉，成為立法局議員。
在立法局工作的三年間，由於蘇周艷屏需要同時兼顧其印刷業務的發展，因而令她需要日間在立法局工作，夜間兼顧印刷公司的事宜。由於這種工作模式過於繁忙，因而她在1991年便不再參與競逐立法局議員席位的選舉。她在這段時間認識了陳方安生、范徐麗泰等政界人士。
在2010年，蘇周艷屏因年事已高，加上其女兒需要退休，但她並不喜歡聽從其餘股東的要求，因而要求她將新洲印刷賣盤。由於蘇周艷屏熱愛工作，對於被「強迫退休」感到不滿。2011年，她秘密到東莞設立廠房，並購置機器，利用套現了的資金開設XO醬業務，售賣她一直用作送禮或供印刷廠員工享用的XO醬。
2018年2月5日，香港立法會向全體議員發文件，指蘇周艷屏於1月26日去世，2月8日在香港殯儀館出殯。